# Tipula (Eumicrotipula) phalangioides
Tipula (Eumicrotipula) phalangioides is een tweevleugelige uit de familie langpootmuggen (Tipulidae). De soort komt voor in het Neotropisch gebied.